# Stoličnyj jad
Stoličnyj jad (Столичный яд) è un film del 1916 diretto da Pёtr Čardynin.